# Леонид Баранов
Леонид Михайлович Баранов (30 декември 1943 г., Москва – 7 юли 2022 г., Москва) е руски и съветски скулптор, майстор на монументалната скулптура, работещ в жанра исторически портрет, автор на кавалетни композиции и портрети; изследовател на новата изразителност, изградена в пресечната точка на елитарни и популярни програми за възприятие. Член на Съюза на художниците на СССР (1969 г.), член-кореспондент (2007 г.) и пълноправен член на Руската художествена академия (2012 г.). Заслужил артист на Руската федерация (2014). 

## Кратка хронология
1962-1968 - Учи в Московския държавен художествен институт на името на В. И. Суриков. От 1969 г. е член на Съюза на художниците на СССР.
1980 - статуята на Михаил Ломоносов (бронз, височина 2 м) от Баранов е инсталирана в Архангелския драматичен театър на името на М. В. Ломоносов, вторият актьорски състав на тази творба е инсталиран през 1991 г. в скулптурния парк "Музеон" в Москва.
1982 – Скулптурата на Баранов "Полет" (в съавторство с И. Савранская) посещава космоса на борда на космически кораб по инициатива на ЮНЕСКО (дарена от Министерството на външните работи на ЮНЕСКО).
1986 - създава паметник на физика Николай Басов в град Усман, Липецка област.
1997 г. – в Ротердам е издигнат паметник на Петър I (бронз, височина 2,7 м), създаден от Баранов и дарен от Русия на Холандия в чест на 300-годишнината на Голямото посолство.
2001 г. - по заповед на Министерството на културата на Руската федерация създава абстрактна скулптурна композиция като мемориален знак върху къщата на художника Василий Кандински на площад "Зубовская" в Москва (инсталирана през 2004 г.).
2004 г. – В Баден-Баден е издигнат паметник на Фьодор Достоевски от Баранов, дарен на града от московската банка "Зенит".
2004 г. – във Физическия институт Лебедев в Москва е инсталиран бюст на академик Н. Г. Басов.
2007 – Избран за член-кореспондент на Руската художествена академия.
2007 г. – създава паметник на московските архитекти от XVIII век Василий Баженов и Матвей Казаков за Музей-резерват "Царицино".
2008 г. - създава бюст на руския командир Александър Суворов за Екатерининския парк в Москва, за което е награден със златен медал на Руската художествена академия.
2008 г. - създадена за Главната военна клинична болница на името на скулптурната група "Петър I и д-р Николай Бидло" на Н. Н. Бурденко в чест на основаването на първата болница в Москва. Паметникът е направен благодарение на спонсорството на московската банка "Зенит".
През 2003 г. е удостоен с благодарността на министъра на културата на Руската федерация за дългогодишната ползотворна работа, за големия му принос в развитието на националната култура и във връзка с 60-годишнината от рождението му.
Той почина на 7 юли 2022 г.